# Paul Dirac
Paul Adrien Maurice Dirac (IPA: [dɪˈræk], ur. 8 sierpnia 1902 w Bristolu, zm. 20 października 1984 w Tallahassee) – brytyjski fizyk teoretyk, noblista; w co najmniej dwóch rankingach fizyków znalazł się w pierwszej dziesiątce wszech czasów, a w jednym z nich zajął piąte miejsce.
Dirac zajmował się m.in. fizyką cząstek elementarnych; współtworzył mechanikę kwantową jako autor równania nazwanego jego nazwiskiem. Łączy ono równanie Schrödingera ze szczególną teorią względności, jednak w inny sposób niż równanie Kleina-Gordona, pozwalając na poprawny opis elektronu i innych cząstek o spinie połówkowym, zwanych fermionami i opisanych rozkładem nazwanym m.in. od brytyjskiego teoretyka. Sformułowanie równania Diraca w 1928 pozwoliło dodatkowo:
- wyklarować pochodzenie spinu – jako że nie jest tam elementem arbitralnym, jak w równaniu Pauliego,
- przewidzieć antymaterię, a konkretniej pozyton zaobserwowany potem przez Andersona w 1932.

Dirac to również jeden z pionierów kwantowej teorii pola, a konkretniej elektrodynamiki kwantowej sformułowanej potem w pełni przez Schwingera, Feynmana, Tomonagę i Dysona. Do fizyki kwantowej Dirac wprowadził też m.in.:
- formalizm braketowy, będący podstawą ścisłego opisu mechaniki kwantowej przez przestrzenie Hilberta;
- obraz oddziaływania, łączący cechy opisu macierzowego Heisenberga i falowego Schrödingera, komplementarny do nich;
- model kwantowej próżni;
- macierze gamma;
- uogólnioną funkcję analogiczną do delty Kroneckera, sformalizowaną potem w ramach teorii dystrybucji.

Laureatem Nagrody Nobla w dziedzinie fizyki został w roku 1933, razem ze Schrödingerem, za wkład w rozwój fizyki kwantowej. Diraca upamiętniono również nazwą zredukowanej stałej Plancka, pewnego typu miary probabilistycznej, co najmniej trzech nagród naukowych oraz planetoidy.

## Życiorys
Studiował w St John’s College na Uniwersytecie Cambridge. Od 1932 roku profesor Uniwersytetu w Cambridge, a od 1953 roku Uniwersytetu w Oksfordzie. Od 1930 członek Towarzystwa Królewskiego w Londynie Royal Society.
W latach 1932–1969 zajmował katedrę Lucasa, wcześniej objętą m.in. przez Newtona.
W 1933 roku został uhonorowany wraz z Erwinem Schrödingerem Nagrodą Nobla w dziedzinie fizyki za odkrycie nowych, płodnych aspektów teorii atomów i ich zastosowanie.
Paul Dirac zmarł w wieku 82 lat w stolicy stanu Floryda, Tallahassee.
Dla uczczenia pamięci P.A.M. Diraca od 1985 corocznie w jubileusz jego urodzin Abdus Salam International Centre for Theoretical Physics w Trieście przyznaje medal Diraca.

## Wkład w rozwój fizyki
Najważniejszym wkładem Paula A. M. Diraca w rozwój mechaniki kwantowej jest odkryte przez niego w 1928 roku równanie falowe opisujące elektron w sposób relatywistycznie niezmienniczy. Dzisiaj znane jest ono jako równanie Diraca. Równanie to pozwoliło mu na przewidzenie istnienia pozytonu – antycząstki elektronu, które zostało potwierdzone w 1932 roku przez Carla Andersona. Równanie Diraca pozwoliło także na wyjaśnienie pochodzenia spinu elektronu.
W 1926 roku opracował niezależnie od Enrica Fermiego statystykę (fermionów) cząstek o spinie 1/2 (tzw. Statystyka Fermiego-Diraca).
W 1930 została wydana jego najbardziej znana książka The Principles of Quantum Mechanics (Podstawy mechaniki kwantowej). Zawierała ona pierwszy systematyczny wykład teorii operatorów liniowych jako uogólnienia formalizmów wprowadzonych przez Erwina Schrödingera i Wernera Heisenberga. W książce tej Dirac wprowadził także zapis wektorów ket i bra, stosowany dzisiaj powszechnie w fizyce.
Wysunął on hipotezę, że pusta przestrzeń stanowi ocean nieskończenie wielu cząstek. „Krople” tego oceanu wyskakujące ponad powierzchnię to cząstki fizyczne, natomiast „bąbelki” próżni pod powierzchnią to antycząstki. Z tego powodu uznaje się go za odkrywcę antymaterii. Hipoteza ta okazała się nieprawdziwa, gdyż nie przewidywała istnienia cząstek niepodlegających zakazowi Pauliego.

## Poglądy religijne
Dirac powiedział kiedyś: „Bóg użył pięknej matematyki do stworzenia świata.” Heisenberg wspominał przyjacielską rozmowę wśród młodych uczestników w 1927 Konferencji Solvaya na temat Einsteina i Plancka poglądów na religię. Wzięli w niej udział Wolfgang Pauli, Dirac i Heisenberg. Wkładem Diraca była  krytyka politycznej manipulacji dokonywanej przez zorganizowane religie. Bohr docenił jej przejrzystość, gdy Heisenberg mu później o niej opowiedział. Między innymi Dirac powiedział:

Nie potrafię zrozumieć, czemu marnujemy czas dyskutując o religii. O ile jesteśmy uczciwi, a naukowcy powinni być tacy, musimy przyznać, że religia jest zbieraniną fałszywych stwierdzeń, bez żadnych podstaw w rzeczywistości. Sama idea Boga, to wytwór ludzkiej wyobraźni. To zupełnie zrozumiałe, dlaczego pierwotni ludzie, którzy o wiele bardziej byli narażeni na łaskę i niełaskę sił przyrody, niż my dzisiaj, personifikowali te siły w strachu i z drżeniem. Ale dziś, gdy  już zrozumieliśmy tak wiele naturalnych procesów w przyrodzie, nie mamy takiej potrzeby. Nie mogę dostrzec, za żadne skarby świata, jak Wszechmogący Bóg pomaga nam w jakikolwiek sposób. To, co widzę – że to założenie prowadzi do tak bezproduktywnych pytań – dlaczego Bóg pozwala na tak wiele nieszczęść i niesprawiedliwości, wyzysku biednych przez bogatych i wszystkich innych okropności. Mógł temu zapobiec. Jeśli religia jest ciągle nauczana, to bynajmniej nie z powodu, iżby jej idee wciąż nas przekonywały. Lecz po prostu dlatego, że niektórzy z nas chcą zapewnić spokój klas niższych. Spokojnymi ludźmi jest o wiele łatwiej rządzić niż krzykliwymi i niezadowolonymi. Jest też znacznie łatwiej ich eksploatować. Religia to rodzaj opium dla ludu, które pozwala uśpić ludzi w pobożnych marzeniach i skłonić aby zapomnieli o krzywdach, jakie są im wyrządzane. Stąd wynika sojusz owych dwu wielkich potęg politycznych, państwa i Kościoła. Państwo i Kościół potrzebują iluzji, że dobry Bóg nagrodzi ludzi w niebie, nie na ziemi – tych wszystkich którzy godzą się na niesprawiedliwości, którzy wypełniają swoje obowiązki cicho i bez narzekania. Dlatego właśnie uczciwe stwierdzenie, że Bóg jest tylko wytworem ludzkiej wyobraźni, nazywane jest przez Kościół najgorszym ze wszystkich grzechów śmiertelnych.

Heisenberg miał tolerancyjny punkt widzenia. Natomiast Pauli, który wychowany był jako katolik, ale szybko rozstał się z Kościołem, nie zabierał głosu poza kilkoma uwagami, ale w końcu, kiedy zapytano go o opinię, odpowiedział półżartem: „Cóż, jak widać nasz przyjaciel Dirac ma swoją religię, a jej pierwsze przykazanie brzmi 'Bóg nie istnieje, a Paul Dirac jest Jego prorokiem'.” Wtedy wszyscy się roześmiali, łącznie z Dirakiem.
Od 1961 był członkiem Papieskiej Akademii Nauk.

## Literatura dodatkowa
- 2016: Graham Farmelo, Przedziwny człowiek. Sekretne życie Paula Diraca, geniusza mechaniki kwantowej, tłum. Tomasz Lanczewski, Copernicus Center Press, ISBN 978-83-7886264-2.
  - 2020: nowe wydanie, CC Press, ISBN 978-83-7886514-8.